# Eviota guttata
Eviota guttata är en fiskart som beskrevs av Lachner och Karnella, 1978. Eviota guttata ingår i släktet Eviota och familjen smörbultsfiskar. Inga underarter finns listade i Catalogue of Life.